# Блоха тянь-шаньская
Блоха тянь-шаньская, или алакурт (лат. Vermipsylla alakurt) — вид блох из семейства Vermipsyllidae.

## Описание
Самцы достигают в длину 4 мм, нераздутые самки — 4,5—5 мм, а раздутые (оплодотворённые) — 7 мм. Самцы на первый взгляд легко отличаются от самок тем, что спина их вогнута. У оплодотворённых самок брюшко сильно раздувается, но принимает не шарообразную форму, как у блохи проницающей, а вытягивается больше в длину и получает червеобразный вид, при этом кольца брюшка сохраняют взаимное положение и только почти равномерно удаляются друг от друга, отделяясь мягким слоем покровов белого цвета. Вследствие этого брюшко получает белый цвет с чёрно-бурыми кольцами.
Блоха тянь-шаньская, называемая киргизами алакурт, то есть пёстрый червяк, появляется исключительно зимою в нагорных долинах Тянь-Шаня и в горах Байсаур (в верховьях р. Чилик) на зимовках атбанов. Киргизы рассказывают об этой блохе следующее: в октябре месяце, когда в нагорных долинах лежит снег, в туманные морозные дни алакурт в виде маленького чёрного насекомого, похожего на блоху и прыгающего так же как блоха, падает с растений вместе с изморозью, и если после изморози устанавливаются сильные морозы, то блоха тянь-шаньская быстро размножается и с земли переходит на лошадей, баранов, верблюдов и рогатый скот. Поселившись на теле животного, алакурт постепенно увеличивается, причем с увеличением размеров чёрный цвет его переходит в белый. На скоте он сидит так же крепко, как и лесной клещ, и требуется некоторое усилие, чтобы отделить его.
У лошадей блоха тянь-шаньская исключительно поражает круп и ляжки задних ног, а в те зимы, когда её очень много, то и обе стороны шеи. У баранов-курдюков — грудь и шею, у верблюдов под лопатками, шею, бока, круп и ляжки, у коров — мясистые части и в особенности шею. Вред, наносимый этим паразитом, очень велик: поселившись на самой упитанной лошади, в особенности в обилующие ими зимы, он в два месяца при самом лучшем корме истощает лошадь, жеребята же, поражённые алакуртом, погибают. На белых лошадях, поражённых тянь-шаньскою блохой, отчётливо виднеются кровавые полосы. Случается иногда, что некоторых лошадей алакурт не поражает, и тогда они резко выделяются из табуна своею тучностью. После таяния снега алакурт исчезает и в редких случаях продолжает жить до того времени, когда лошади начнут линять.
Травы Тянь-Шаня и Байсаура чрезвычайно питательны и не могут быть сравнимы с травами других местностей, почему скот, несмотря на обилие паразитов, переживает зиму, за исключением худых жеребят, но бывают зимы, настолько обильные алакуртом, что много скота не доживает до весны. В самые благоприятные зимы это насекомое хотя и появляется, но в незначительном количестве. Алакурт резко отличается от других паразитов, исключительно появляющихся на исхудавшем и страдавшем накожными болезнями скоте, тем, что появляется на совершенно здоровом и сытом скоте.